# Supertěžký tank

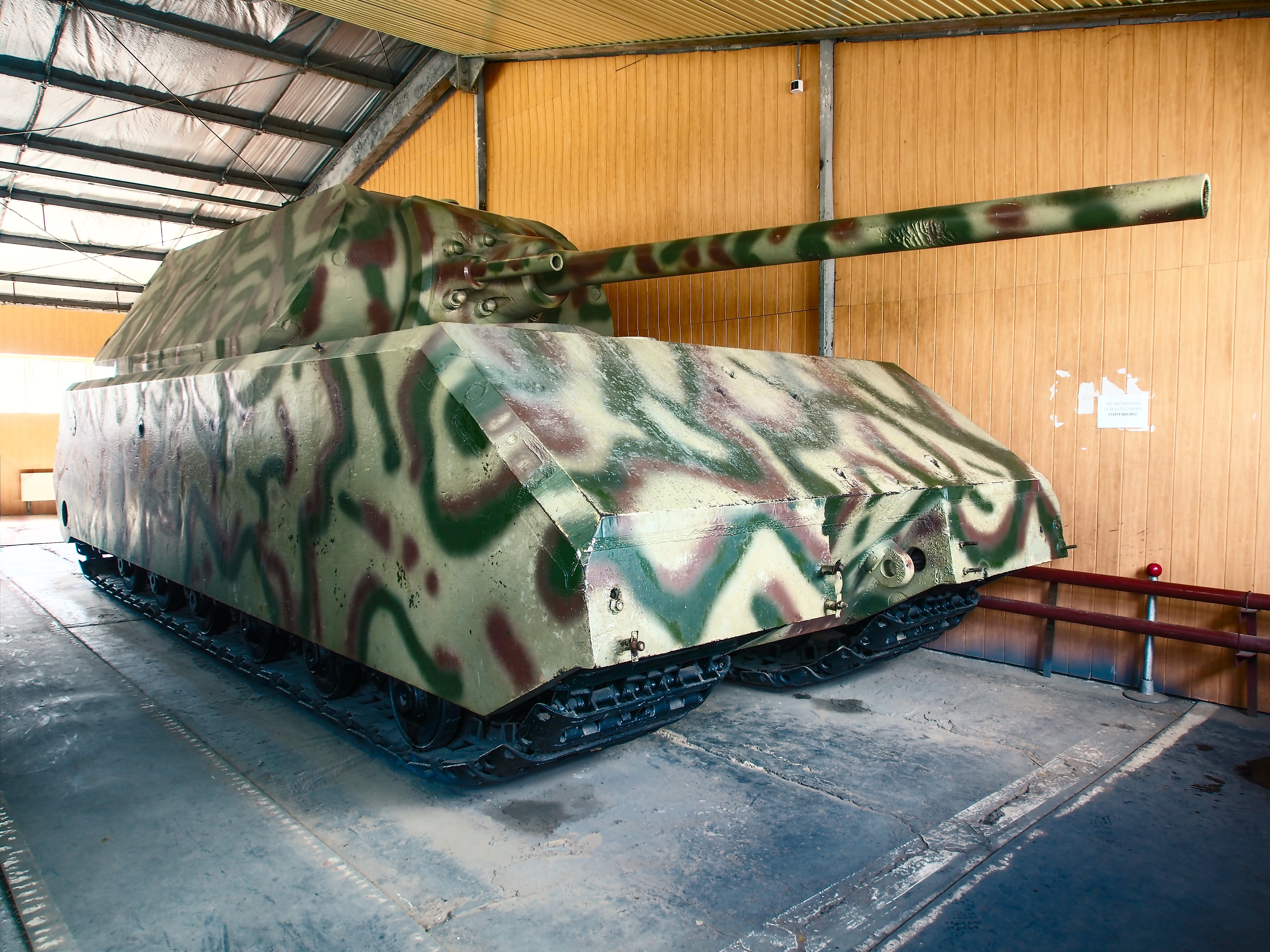
Pz.Kpfw VIII Maus, prototyp německého supertěžkého tanku v muzeu ve městě Kubinka, Rusko.

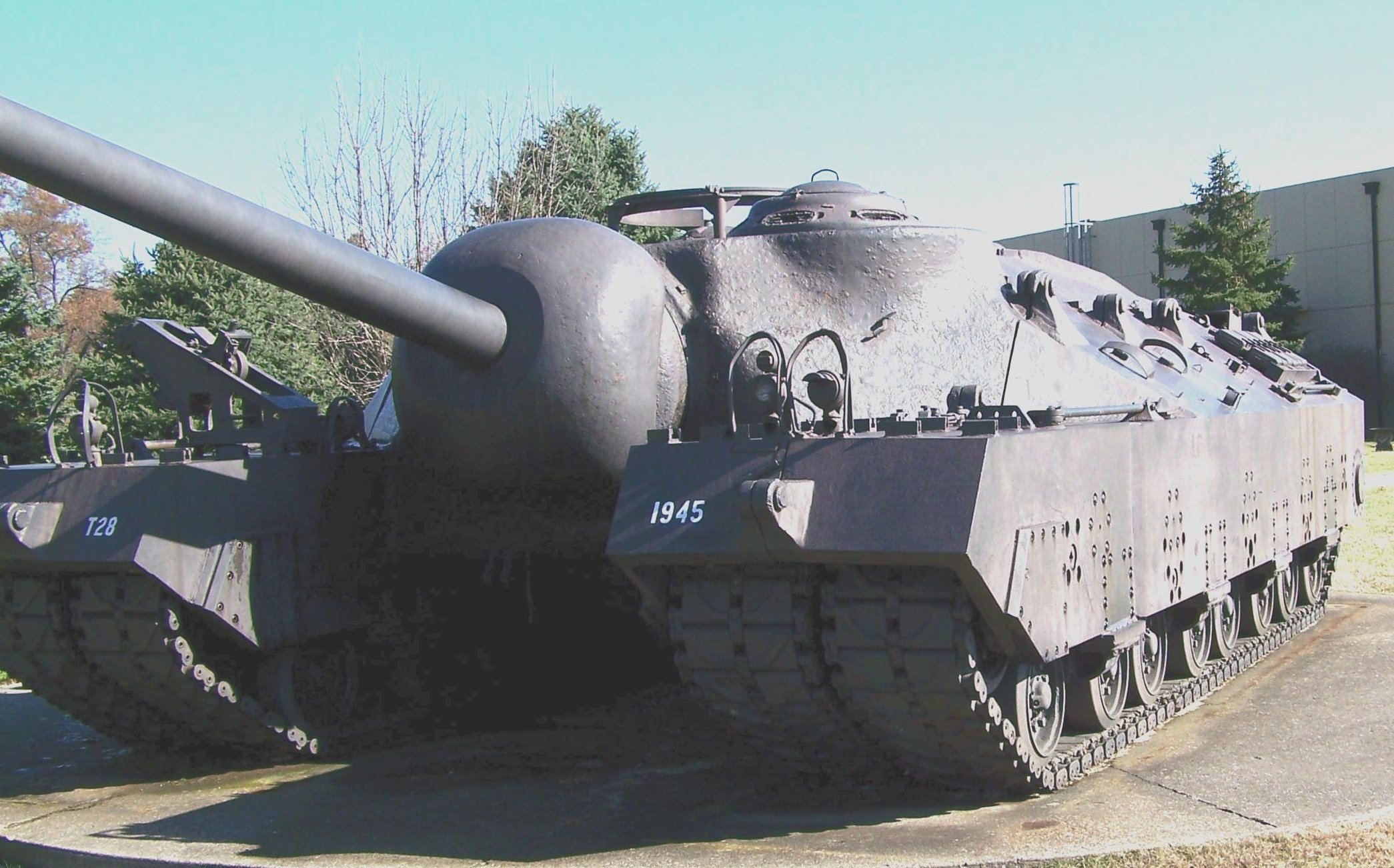
Prototyp stroje T28 v muzeu G. S. Pattona, Fort Knox, Kentucky.

Supertěžký tank je konstrukční koncept zejména z období první a druhé světové války. Jde o prohloubení koncepce těžkého tanku, jakožto silně pancéřovaného a vyzbrojeného, leč pomalého stroje. Supertěžké tanky měly mít ještě mohutnější pancéřování, nezřídka více věží a hmotnost leckdy přesahující 100 tun.  S podobnými návrhy koketovaly snad všechny hlavní velmoci. Hlavním úkolem tanků mělo být prorážení opevněných nepřátelských linií.
Během vývoje se ale většinou ukázalo, že právě příliš vysoká hmotnost tanku v podstatě znemožňuje užitečné bojové nasazení, tank například nepřejede přes většinu mostů, může uvíznout v bahně a spotřebuje enormní množství paliva. Jeho přeprava po železnici je komplikovaná, jelikož vyžaduje speciálně upravené kusy drážní techniky. Obrovský a nepohyblivý tank je navíc snadnou kořistí pro taktické bombardéry. Problémem je i ekonomika výroby a provozu tahového stroje. Žádný z mnoha prototypů se nakonec nedočkal sériové výroby a nikdy nebyly podobné stroje nasazeny v boji. 
Nejznámější supertěžký tank je nejspíš německý Panzerkampfwagen VIII Maus. Příkladem může být i koncept tanků řady O-I japonské armády, nebo americký supertěžký tank / samohybné dělo T28. Po druhé světové válce a s nástupem koncepce hlavního bojového tanku s filozofií zaměřenou na pohyblivost (v podstatě úloha svěřovaná za druhé světové války tankům středním) se stavba jak těžkých, tak i supertěžkých tanků stala zbytečnou.